# Venezuelas damlandslag i volleyboll
Venezuelas damlandslag i volleyboll representerar Venezuela i volleyboll på damsidan. Laget har deltagit i OS en gång (2008). Laget har deltagit tämligen flitigt i andra mästerskap, som t.ex. sydamerikanska mästerskapet, där de under de flera decennierna tillhört de bästa lagen i Sydamerika, även om de sedan 2010 tappat något i konkurrensen.

### Fotnoter
1. 1 2 3 4 5 6 7 8 9 10 11 12 13 14 15 16 17 18 19 20 21  ”Ranking de todas las Competencias de Voleibol de Playa de la CSV” (på spanska). Confederación Sudamericana de Voleibol. http://www.voleysur.org/v2/resultados/rankingpiso.asp?c=MayoresFemenino. Läst 23 februari 2023.
2. ↑  ”Olympedia”. https://www.olympedia.org/results/262873.
3. ↑  ”FIVB World Grand Prix 2017” (på engelska). Fédération Internationale de Volleyball. http://worldgrandprix.2017.fivb.com/en. Läst 7 mars 2023.
4. ↑  Senaste tillfället då någon kontrollerade att de inmatade tabelluppgifterna stämmer. Uppgifter kan ha matats in senare utan att kontrolleras av någon annan